# Иванов, Антон Александрович
Анто́н Алекса́ндрович Ивано́в (род. 6 июля 1965, Гатчина, Ленинградская область, РСФСР, СССР) — российский юрист, председатель Высшего арбитражного суда Российской Федерации с 26 января 2005 по 6 августа 2014 года. Оставил должность в связи с прекращением существования Высшего арбитражного суда как самостоятельного федерального органа судебной власти. Научный руководитель факультета права национального исследовательского университета «Высшая школа экономики».

## Биография
Окончил юридический факультет Ленинградского государственного университета в 1987 (учился в одной группе с Дмитрием Медведевым), аспирантуру этого же факультета (1990), кандидат юридических наук (1991, тема диссертации: «Право собственности и товарно-денежные отношения»). Вдова А. А. Собчака Людмила Нарусова вспоминала: «Я помню как в 1989 году, когда Собчак выдвинулся в депутаты, эта команда, куда входили Иванов, Медведев, Кропачев, помогала ему, например, клеила листовки и объявления на столбах. Собчак шел против номенклатуры, так что дело было опасное».
- С 1990 — ассистент, затем доцент кафедры гражданского права юридического факультета Санкт-Петербургского государственного университета (занимался преподаванием в течение всей своей деятельности, совмещая работу в университете с другими должностями). Область научных интересов: вопросы вещного права, аренды и страхования.
- В 1991—1995 — ведущий редактор юридического журнала «Известия высших учебных заведений. Правоведение».
- В июне-ноябре 1995 — руководитель юридического отдела компании «Союзконтракт-Услуги», занимавшейся поставкой в Россию продуктов питания.
- В 1995—1997 — ассистент кафедры гражданского права юридического факультета Санкт-Петербургского государственного университета. Читал лекции по римскому праву на дневном отделении факультета в то время, как Д. А. Медведев читал лекции по тому же предмету на вечернем отделении.
- В январе 1997 — апреле 1999 — начальник Санкт-Петербургского управления юстиции Министерства юстиции России.
- В апреле — августе 1999 — советник по юридическим вопросам ЗАО «Балфорт-Инвест» в Гатчине.
- В сентябре 1999 — июле 2004 — доцент кафедры гражданского права Санкт-Петербургского государственного университета.
- С 6 июля 2004 — первый заместитель генерального директора ОАО «Газпром-медиа», курировал вопросы корпоративного строительства и права.
- С 2007 года является заведующим кафедрой гражданского права национального исследовательского университета «Высшая школа экономики», профессор, научный руководитель факультета права, ординарный профессор (с 2011 года), член Ученого совета НИУ ВШЭ[4].
- В январе 2005 — августе 2014 — председатель Высшего арбитражного суда Российской Федерации.

Член Совета по кодификации и совершенствованию гражданского законодательства при президенте России. С 1998 — член попечительского совета Фонда правового просвещения граждан. Был членом Санкт-Петербургской городской коллегии адвокатов.
Занимается научной деятельностью с 1987. Имеет ряд научных работ. Соавтор одного из самых известных российских учебников по гражданскому праву (под редакцией А. П. Сергеева и Ю. К. Толстого; среди соавторов — Николай Егоров, Илья Елисеев, Михаил Кротов, Дмитрий Медведев и др.), удостоенного премии правительства России в области образования за 2001. Награждён медалью имени А. Ф. Кони.
В 1994 вместе со своими однокурсниками Дмитрием Медведевым и Ильёй Елисеевым учредил консалтинговую фирму «Балфорт».

### Председатель Высшего арбитражного суда
С 26 января 2005 года — председатель Высшего арбитражного суда Российской Федерации. При назначении на должность заявил:

Для себя я считаю, что должность председателя Высшего арбитражного суда является вершиной карьеры для цивилиста. Основные задачи для себя вижу в повышении доверия к судебной системе и большую открытость судов. Не секрет, что в последнее время доверие хозяйствующих субъектов и граждан к судам несколько ослабло. Хотелось бы, чтобы судебная система была более эффективной по защите права собственника, а те, кто обращается в суды, получали справедливые и взвешенные решения, основанные на соблюдении частных и публичных интересов. Надеюсь улучшить информированность о деятельности судебной системы, чтобы превратить её в более гласную, открытую систему. Чтобы все могли узнать, какие решения были приняты.

## Профессиональные взгляды и позиция
Иванов А. А. неоднократно выступал по вопросам целесообразности введения в России элементов прецедентной системы права в отношении судебных актов высших судов.

## Характеристики
В журнале SmartMoney (№ 3 (93) от 4 февраля 2008) содержится такие характеристики Иванова:

По словам однокурсницы Марины Лавриковой, 

он никогда не боялся спорить с нашими самыми уважаемыми профессорами и академиками, которые были очень строги. Не боялся отстаивать свою точку зрения, даже если она была абсолютно парадоксальна.

По словам бывшей коллеги Натальи Шатихиной, 

он всегда знает, где, почему, в какой книге написано. Можно в разговоре мимоходом сказать: мол, у меня мама ездила в Люксембург, у них там такого-то законодательства нету. Сразу переспросит: «Как это нету? А антимонопольный закон 1972 г.?» И так во всём.

## Собственность и доходы
По информации газеты «Ведомости» в Латвии Иванову принадлежат два домовладения общей площадью 182 м².

## Труды
- Формы предпринимательской деятельности. Комментарий действующего законодательства. СПб, 1995 (в соавторстве с И. В. Елисеевым и М. В. Кротовым).
- Новый подход к преподаванию гражданского права // Правоведение. 1999. № 2
- Договор финансовой аренды (лизинга) в новых условиях // Правоведение. 2002. № 2.
- Собственность и товарно-денежные отношения // Труды по гражданскому праву. К 75-летию Ю. К. Толстого. М., 2003.
- К реформе законодательства о недвижимости // Правоведение. 2003. № 6
- Гражданское право. Учебник. М., 2006. 6-е издание. В 3 тт. (соавтор).
- Гражданское право. Учебник. М., 2010. 7-е издание. В 3 тт. (соавтор)

## Награды и звания
- Орден «За заслуги перед Отечеством» III степени (4 января 2012 года) — за большой вклад в укрепление законности и многолетнюю плодотворную работу[9]
- Заслуженный юрист Российской Федерации (23 декабря 2009 года) — за заслуги в укреплении законности и развитии арбитражной судебной системы Российской Федерации[10]
- Медаль Столыпина П. А. II степени (30 сентября 2015 года) — за заслуги в области науки, образования и многолетний добросовестный труд[11]
- Медаль Анатолия Кони (июль 2005)[4]
- Премия Правительства РФ в области образования (август 2002)[4]